# Meirionnydd
Meirionnydd es una región costera y montañosa de Gales. En el pasado fue un reino independiente, antes de convertirse en un cantref, luego en distrito y, ya con el nombre de Merionethshire, en un condado.

## Reino
Meirionnydd (Meirion, con -ydd como el sufijo galés para tierra, literalmente «Tierra anexa a Meirion») fue un pequeño reino de Gwynedd, fundado según la leyenda por Meirion (o Mariano), un nieto de Cunedda, un príncipe guerrero que viajó con su familia desde el Viejo Norte (norte de Inglaterra y sur de Escocia) hasta Gales, probablemente a comienzos del siglo V. Su dinastía gobernó allí durante al menos cuatrocientos años. El reino se ubicaba entre los ríos Mawddach y Dovey, extendiéndose en dirección noreste.

## Cantref

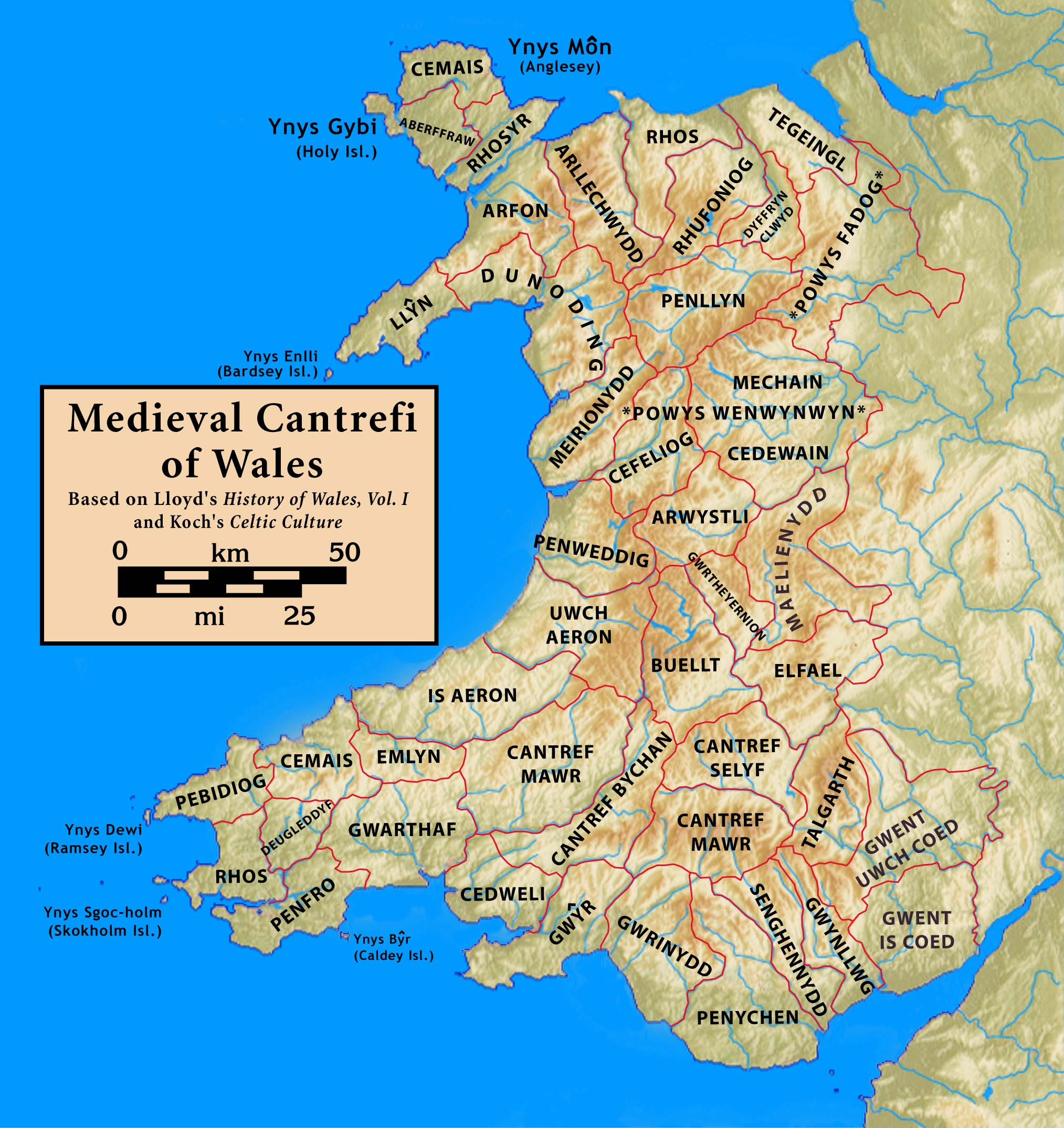
Mapa de los cantrefs galeses.

El antiguo nombre del cantref era Cantref Orddwy (o «el cantref de los ordovicos»), pero el territorio tomó más adelante el nombre del reino de Meiron.
El cantref de Meirionnydd tenía prácticamente los mismos límites que el antiguo reino del mismo nombre. Su estatus, sin embargo, era el de un feudo del reino de Gwynedd, si bien conservó cierta independencia. Su territorio comprendía los commotes de Ynysymaengwyn (administrado desde Castell y Bere en Llanfihangel-y-Pennant) y Tal-y-bont (posiblemente con cabecera en Llanegryn, donde hay una colina). El cantref fue disuelto en 1284 cuando entró en vigor el estatuto de Rhuddlan. El territorio se fusionó con otros cantrefi para formar el nuevo condado de Merionethshire.

## Condado
Los límites de Meirionnydd se expandieron cuando pasó a ser un condado (tanto histórico como administrativo). El nuevo territorio comprendía también los antiguos cantrefi de Penllyn y Ardudwy (mostrados como Dunoding en el mapa de los cantrefi medievales). Adoptó el nombre de Merionethshire conforme a la legislación inglesa. En 1974 el condado administrativo se fusionó con los condados de Caernarfon y Anglesey para crear el nuevo Gwynedd.

## Distrito
Meirionnydd fue uno de los cinco distritos de Gwynedd entre 1974 y 1996. El distrito abarcaba gran parte del condado administrativo de Merionethshire y adoptó el nombre toponímico original en galés. Fue creado por la Ley de Gobierno Local de 1972 y reemplazó a las siguientes áreas locales del gobierno de Merionethshire:
- Los distritos urbanos de Y Bala, Barmouth, Dolgellau, Blaenau Ffestiniog y Tywyn.
- Los distritos rurales de Deudraeth, Dolgellau y Penllyn.

El distrito de Meirionnydd fue disuelto en 1996 por la aplicación de la Ley de Gobierno Local de 1994 y su territorio pasó a formar parte de la autoridad unitaria de Caernarfonshire y Merionethshire, que más tarde cambió su nombre por el de Gwynedd. Un comité regional del Consejo de Gwynedd gobierna la zona.